# Richard Cheese
Mark Jonathan Davis (Nueva York, 27 de noviembre de 1965), conocido por su nombre artístico Richard Cheese, es un músico y cómico estadounidense. Líder del Richard Cheese and Lounge Against the Machine, una banda de Los Ángeles especializada en versiones y actuaciones cómicas, interpretando canciones populares en un estilo lounge/swing con reminiscencias a Frank Sinatra, Dean Martin, y Tony Bennett.

## Estilo
Richard Cheese and Lounge Against The Machine (un juego de palabras con Rage Against the Machine) están especializados en interpretar canciones actuales de rock, metal, rap y hip hop y versionarlas al estilo lounge, cantadas con un tipo de fraseo swing tradicional, contrastando el elegante arreglo de la música jazz con unas letras irreverentes y procaces para crear una disonancia humorística.

### Versiones
Entre los grupos versionados por Cheese se encuentran Nirvana, The Offspring, Radiohead, Guns N' Roses, Madonna, White Stripes, U2, Outkast, Coldplay, Depeche Mode, Pink Floyd, Muse, Oasis, Metallica, The Prodigy, Beck, Rage Against The Machine, Slayer, Slipknot, Linkin' Park, Limp Bizkit, System of a Down, Weezer, Britney Spears, Green Day, Cypress Hill, Nine Inch Nails, Mystikal, Led Zeppelin, la banda sonora de Star Wars, Stevie Wonder, Van Halen, Korn, Blink-182 Beastie Boys, Sublime, Violent Femmes y Scorpions.

## Historia
Desde el año 2000 la banda ha publicado 10 álbumes y tocado en concierto de gira por Estados Unidos, dos conciertos en Europa y varias apariciones televisivas incluyendo actuaciones en los programas Jimmy Kimmel Live!, Fox & Friends en el Fox News Channel, Anderson Cooper 360° en la CNN, en el programa Say What? Karaoke de la MTV y para la NBC en la serie de televisión Las Vegas, en la telenovela Passions y como banda local en Last Call with Carson Daly. Richard Cheese ha aparecido en programas de radio despertador y cadenas de radiodifusión nacional como Opie and Anthony, KROQ's Kevin and Bean, The Howard Stern Show, Bob and Sheri, y The Adam Carolla Show. La banda ganó popularidad tras su versión de Down with the Sickness de Disturbed que figuró en la versión de la película El Amanecer de los muertos vivientes de 2004 dirigido por Zack Snyder.
El primer CD de la banda (Lounge Against the Machine) fue producido en el año 2000 por Oglio Records. Los siguientes dos álbumes de Cheese (Tuxicity y I'd Like A Virgin) fueron publicados en 2002 y 2004 por la firma propiedad de Cheese, Coverage Records. De 2004 a 2006, Surfdog Records produjo tres nuevos CD de Richard Cheese (Aperitif For Destruction, The Sunny Side Of The Moon, y Silent Nightclub), y una reedición de Tuxicity y I'd Like A Virgin. En 2007, Cheese volvió a producir sus propios álbumes con Coverage Records: Dick At Nite en 2007, Viva La Vodka: Richard Cheese Live en 2009, OK Bartender en 2010 y Johnny Aloha: Lavapalooza en 2010.
Cheese produjo el álbum Lavapalooza bajo el nombre Johnny Aloha con una banda de músicos hawaianos interpretando temas rock y rap al estilo tiki.
Actualmente (2011) la banda está llevando a cabo un tour limitado a los Estados Unidos y dos actuaciones en Reino Unido. Cheese ha manifestado que su decisión de reducir la gira con su banda se debe a temas médicos relacionados con sus cuerdas vocales. Ya se ha visto forzado a cancelar su concierto en Los Ángeles en junio de 2011 debido a este problema.

## Miembros de la banda
- Richard Cheese: voz
- Bobby Ricotta: piano
- Frank Feta: batería y percusión
- Billy Bleu: contrabajo

Todos los nombres son pseudónimos que se refieren a tipos de queso (Ricotta, Feta, Bleu) y los nuevos miembros de la banda adoptan el pseudónimo del miembro al que reemplazan o crean un nuevo nombre.
El papel de pianista y director musical de Bobby Ricotta recae actualmente sobre Noel Melanio, pero era representado previamente por David Adler. Cuando el batería Buddy Gouda (Charles Byler) dejó la banda en 2004, fue reemplazado por Brian Fishler y se cambió su nombre artístico al de Frank Feta. El papel del contrabajo Gordon Brie era interpretado por Louis Allen y antes que él por Christopher Monaco. A día de hoy la banda cuenta con un nuevo contrabajo, Ron Belcher y un nuevo nombre Billy Bleu. La banda ha colaborado con numerosos músicos y artistas como los trompetistas Eric Jorgensen, Terry Landry, y Lee Thornburg, la intérprete del theremín Pamelia Kurstin, el vocalista Joshua Path, y el cantante "Weird Al" Yankovic. El único miembro de la banda permanente ha sido Cheese.

## Discografía
- Numbers Of The Beast (2020)
- Richard Cheese Live on Titan (2019)
- Richard Cheese's Big Swingin' Organ (2019)
- Lord of the Swings: The Best of Richard Cheese, volume 2 (2018) (compilado)
- Licensed to Spill (2017)
- Richrd Cheese Live at Wayne Financial Tower (2016)
- Bakin' at the Boulder: Richard Cheese Live at the Boulder Theatre (2015) (en vivo)
- Supermasive Black Tux (2015)
- The Lounge Awakens: Richard Cheese Live at the Mos Eisley Spaceport Cantina (2015)
- Cocktails With Santa (2013)
- The Royal Baby Album (2013)
- Hail to the Cheese: Richard Cheese's All-American Greatest Hits (2012) (compilado)
- Down With the Dickens: Richard Cheese's Dirtiest Greatest Hits (2012) (compilado)
- Hail To The Cheese (2012)
- Back In Black Tie (2011)
- A Lounge Supreme (2011)
- Live at The Royal Wedding (2011)
- Lavapalooza (2010) (con Richard Cheese presentado como Johnny Aloha)
- OK Bartender (2010)
- Viva la Vodka (2009) (en vivo)
- Dick At Nite (2007)
- Silent Nightclub (2006)
- The Sunny Side Of The Moon:The Best Of Richard Cheese (2006) (compilado)
- Aperitif For Destruction (2005)
- I'd Like A Virgin (2004)
- Tuxicity (2002)
- Lounge Against the Machine (2000)